# Віл Маслов

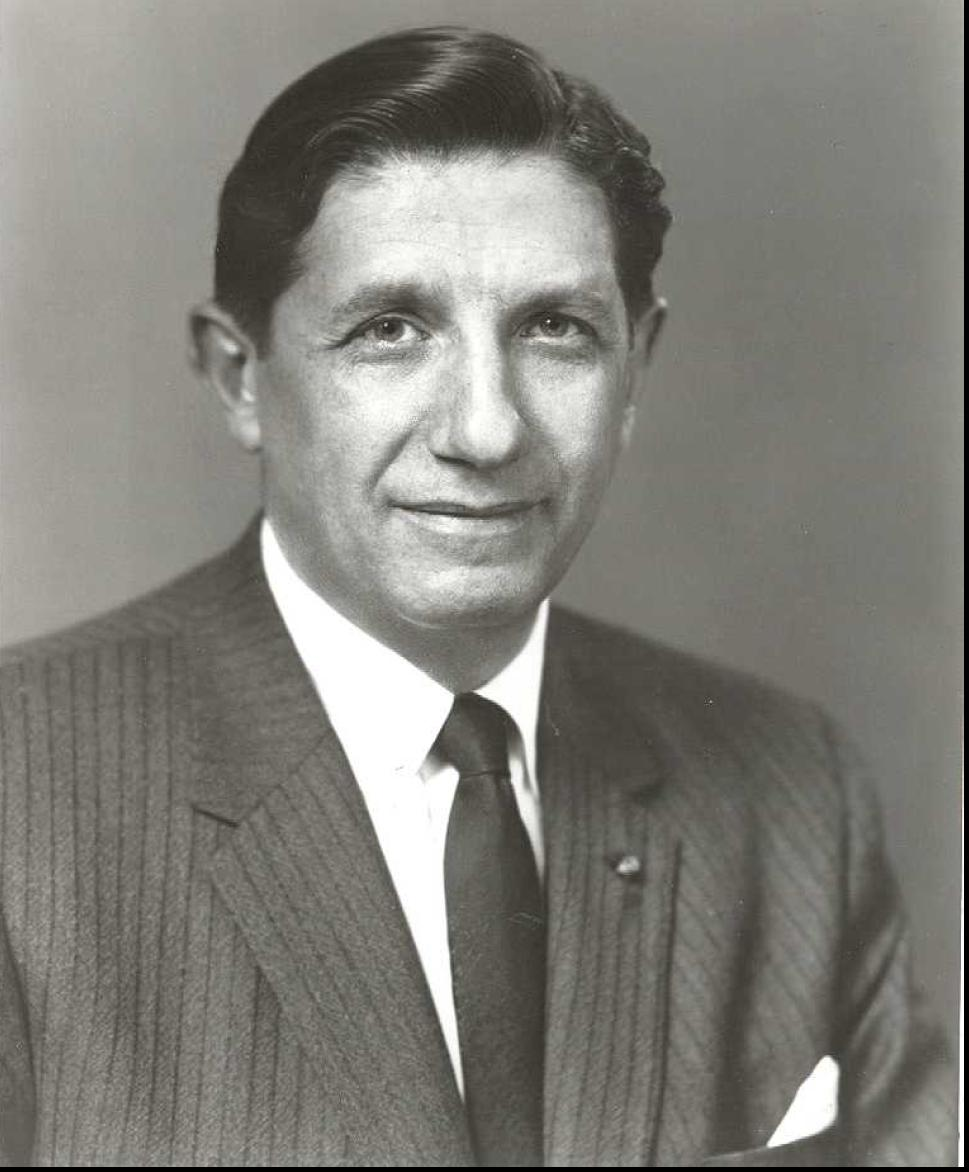
Віл Маслов

Віл Маслов (англ. Will Maslow; нар.27 вересня 1907, Київ — пом.23 лютого 2007, Нью-Йорк) — американсько-єврейський громадський діяч. Президент Американського єврейського конгресу (1960–1972).

## Біографія
Народився в сім'ї Саула Маслова і Райс Мунвес. Емігрував з родиною в 1911 році до Нью-Йорку. Закінчив Університет Корнел і юридичний факультет Колумбійського університету. Після короткої приватної практики став юридичним консультантом Національної Комісії з трудових відносин. Боровся за ліквідацію бар'єрів для негрів, євреїв та інших меншин в Америці в галузі трудових відносин, освіти та громадянських прав.
Брав участь в організації Маршу за громадянські права Мартіна Лютера Кінга в 1968 році. В Американському єврейському конгресі створив юридичну службу, т. зв. Комісія з законів і громадянських дій (англ. Commission for Law and Civil action).
B (1960–1972) президент АЄК. До 1980 — член правління. Брав участь у боротьбі проти арабського бойкоту Ізраїлю в 1970-х рр. Вілл Маслов — племінник Поли Бен-Гуріон, дружини першого глави уряду Ізраїлю.